# Carn (časopis)
Carn je oficiální časopis Keltské Ligy. Název pochází z keltského slova „carn“, anglicky psané „cairn“ a bylo vybráno pro svoji symbolickou hodnotu a proto, že existuje v každém živoucím keltském jazyce. Podtitulek zní: „Spojení mezi keltskými národy“, anglicky: „A Link Between the Celtic nations“.